# Principia philosophiae cartesianae

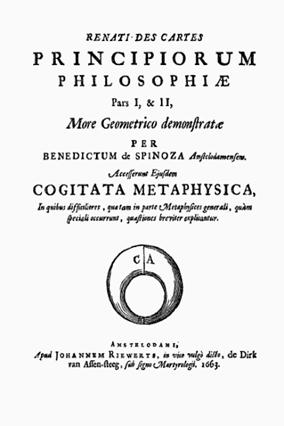
Capa da primeira edição

Os Principia philosophiae cartesianae (Princípios da filosofia cartesiana) ou Renati des Cartes Principiorum Philosophiae Pars I, & II, More Geometrico demonstratae... são uma obra filosófica de Bento de Espinosa  (ou Benedictus/Baruch de Spinoza [1632-1677]). A obra, conforme indica seu título, consiste em uma exposição geométrica dos Princípios da Filosofia do filósofo francês René Descartes (sobretudo das partes I e II desta última obra, onde se encontram, respectivamente, a metafísica e a física cartesianas). Publicados em 1663, os Principia philosophiae cartesianae, juntamente com seu apêndice denominado Cogitata Metaphysica (Pensamentos metafísicos), são a única obra que Espinosa publicou com seu nome em vida, já que o Tratado Teológico-político (1670), o outro livro que veio a lume durante a existência do autor, foi publicado anonimamente.
Os Principia philosophiae cartesianae são expostos segundo a ordem geométrica a partir de definições, axiomas, lemas, postulados, proposições e demonstrações. A estrutura desta obra é semelhante àquela da Ética , obra maior de Espinosa que foi publicada postumamente em 1677. 
Espinosa relata as circunstâncias da composição dos Princípios da filosofia cartesiana em um trecho de sua correspondência (Carta 13 a Oldenburg [julho de 1663]). 